# Palais du comte de Flandre
Le palais du comte de Flandre (en néerlandais : Paleis van de graaf van Vlaanderen) est un palais de style néo-classique situé au no 2 de la rue de la Régence (d’où son surnom de « palais de la Régence »), à Bruxelles. Il abrite aujourd'hui le siège de la Cour des comptes.

## Histoire

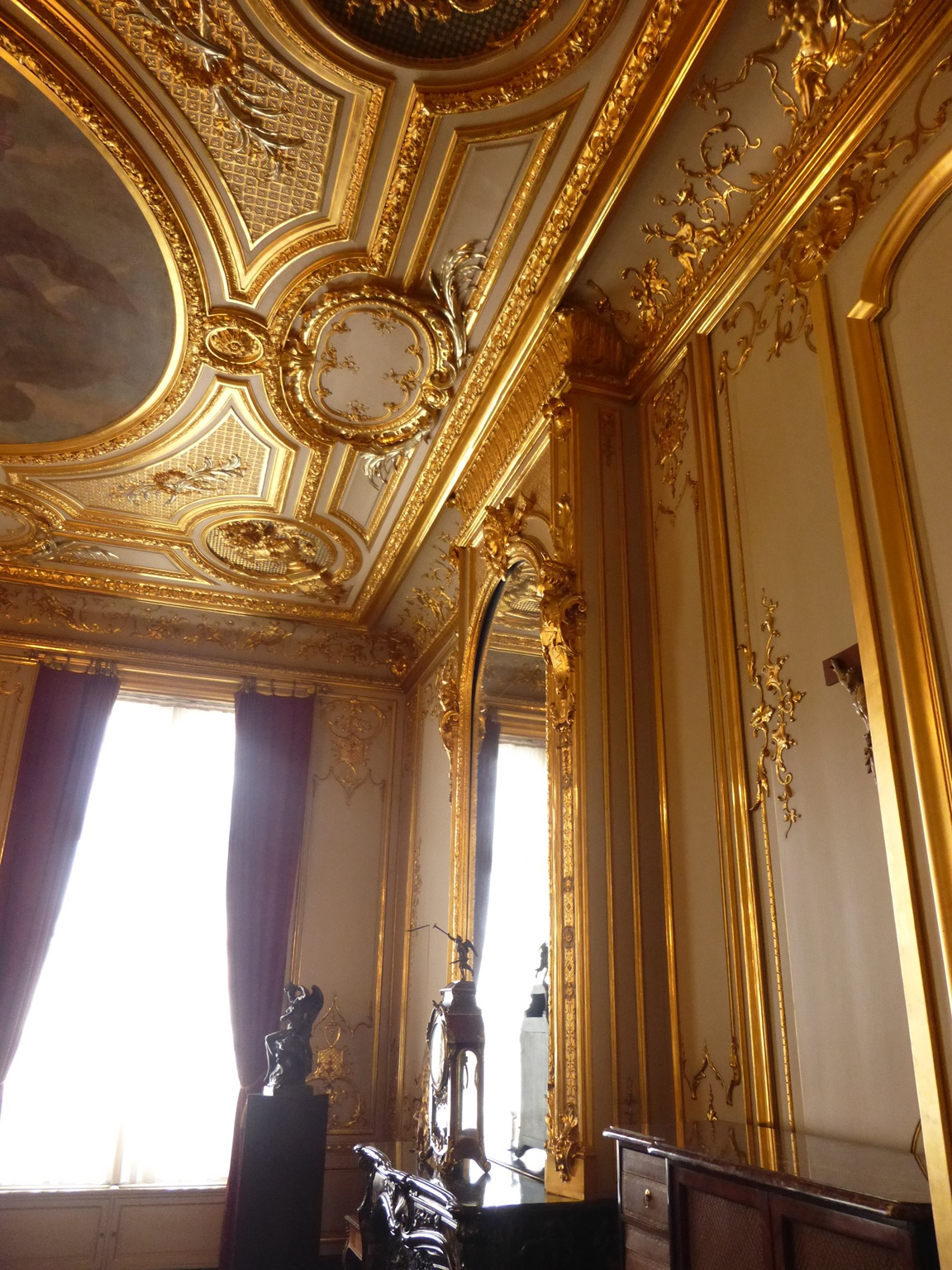
Interieur du Salon doré en 2025.

Construit de 1776 à 1781 sur les plans de l'architecte français Barnabé Guimard, ce bâtiment est à l'origine l'un des huit pavillons néo-classiques destinés à structurer la nouvelle place Royale. Brigitte comtesse de Demaisières-Templeuve (née Scockaert de Tirimont, famille dont elle est la dernière survivante) accepte de faire procéder à la démolition de son hôtel particulier afin qu'en remplacement soit reconstruit un édifice conforme au projet de création de la place. À la mort de la comtesse de Demaisières-Templeuve, c'est son neveu, Paul marquis Arconati, bourgmestre de Bruxelles, qui entre en possession du bâtiment, avant que son neveu, le marquis Joseph Arconati, en hérite à son tour. De 1834 à 1839, il abrite le ministère de la Guerre. L'athénée royal de Bruxelles occupe ensuite le bâtiment de 1861 à 1865.
Le palais doit son nom actuel à Philippe de Belgique, comte de Flandre, troisième fils du roi Léopold Ier, qui achète le bâtiment en 1866 et s'y installe en mai 1868, après son mariage avec Marie de Hohenzollern-Sigmaringen. L'agrandissement du bâtiment initial qui comprenait sept travées regardant la place Royale (l'entrée principale s'y trouvait) et trois regardant l'actuelle rue de la Régence s'échelonne de 1866 à 1890. Selon les plans des architectes Gustave Saintenoy et Clément Parent, deux ailes perpendiculaires sont ajoutées pour former ainsi un palais sur plan en « U » avec une cour d'honneur clôturée par un portail. C'est dans ce palais que naît le prince Albert, le 8 avril 1875.
En 1920, le roi Albert Ier vend ce bâtiment à la Banque de Bruxelles, qui procède à des aménagements des ailes perpendiculaires. L'aile donnant sur la place Royale est surélevée, tandis que l'aile sud est complètement réaménagée pour y accueillir des bureaux et prolongée vers la rue de la Régence. En 1926, la banque rachète et supprime la rue de l'Arsenal à l'arrière du palais pour étendre son siège jusqu'à la rue de Namur. D'autres aménagements sont entrepris après la Seconde Guerre mondiale, notamment entre 1957 et 1959 (extension de l'aile de la rue de la Régence).
Vendu en 1982 à l'État belge, il abrite depuis janvier 1984 le siège de la Cour des comptes, auparavant situé place Royale no 11 et 13.

## Propriétaires successifs
| Période                                  | Période  | Identité                                             | Étiquette | Qualité |
| ---------------------------------------- | -------- | ---------------------------------------------------- | --------- | --- |
| 1780                                     | 1796     | Brigitte, Comtesse de Tirimont-Templeuve (1713-1796) |           | dernier enfant survivant d'Alexandre-Louis Scockaert de Tirimont, membre du Conseil des Finances               |
| 1796                                     | 1821     | Paul, Marquis Arconati-Visconti (1754-1821)          |           | maire de Bruxelles, neveu et héritier de la précédente                                                         |
| 1821                                     | 1834     | Joseph, Marquis Arconati (1797-1873)                 |           | sénateur italien, neveu et héritier du précédent                                                               |
| 1834                                     | 1866     | Ville de Bruxelles                                   |           | ministère de la guerre (1834-1839), loué à Charles Vicomte Vilain XIIII (1841-1856), Athénée royal (1861-1866) |
| 1866                                     | 1905     | Philippe de Belgique, Comte de Flandre (1837-1905)   |           | frère du roi Léopold II                                                                                        |
| 1905                                     | 1920     | Albert Ier, Roi des Belges                           |           | |
| 1920                                     | 1982     | Banque de Bruxelles                                  |           | |
| 1982                                     | En cours | État Belge                                           |           | Cour des Comptes                                                                                               |
| Les données manquantes sont à compléter. |          |                                                      |           | |